# Khan Academy
La Khan Academy è un'organizzazione educativa senza scopo di lucro creata nel 2006 da Salman Khan, ingegnere statunitense originario del Bangladesh, che ha lo scopo di offrire servizi e materiali e tutorial gratuiti per l'istruzione e l'apprendimento a distanza attraverso tecnologie di e-learning.

## Storia
Il fondatore dell'organizzazione, Salman Khan, di origini bengalesi, è nato e cresciuto a New Orleans, in Louisiana. Ha conseguito tre lauree al Massachusetts Institute of Technology: un Bachelor of Science (BS) in matematica e un BS e un Master of Science (MS) in ingegneria elettronica e informatica. In seguito ha conseguito un Master in Business Administration (MBA) dalla Harvard Business School.
Verso la fine del 2004, Khan si trovò a impartire lezioni di matematica a sua cugina Nadia usando Doodle notepad di Yahoo!. Quando altri parenti e amici chiesero un simile aiuto, si rese conto che sarebbe stato più pratico pubblicare tutorial su YouTube, secondo il metodo dell'insegnamento capovolto. La popolarità raggiunta su YouTube, e gli attestati di apprezzamento provenienti da studenti, lo spinsero, nel 2009, a lasciare il suo lavoro come analista finanziario di hedge fund nella compagnia Wohl Capital Management per concentrarsi sui tutorial, allora distribuiti sotto l'etichetta "Khan Academy".
Anno per anno Khan Academy è cresciuta gradualmente, sia come numero di utenti sia come organizzazione in sé. Nel 2018, più di 70 milioni di persone utilizzano Khan Academy, e il corrispettivo canale YouTube ha un totale di 7.11 milioni di iscritti e 1.94 miliardi di visualizzazioni. L'organizzazione è formata da più di 150 persone tra insegnanti, programmatori, illustratori, progettisti e traduttori.

## Offerta formativa
Con l'obiettivo dichiarato di "fornire un'educazione di alta qualità a chiunque, dovunque", il sito dell'organizzazione raccoglie (a fine 2011) oltre 3.200 video-lezioni, caricate attraverso il popolare servizio di video sharing YouTube. Le lezioni toccano un'ampia gamma di discipline: matematica, storia, finanza, fisica, chimica, biologia, astronomia, economia. Ciascuna di esse dura all'incirca dieci minuti.
In un'analisi statistica effettuata nel mese di dicembre 2010, i corsi della Khan Academy hanno registrato una media di oltre 35.000 visite quotidiane.

## Finanziamento
Khan Academy è un'organizzazione non-profit ed è finanziata da donazioni su base volontaria, provenienti soprattutto da enti filantropici.
Nel mese di settembre 2010, il colosso statunitense Google ha annunciato di voler donare 2 milioni di dollari alla Khan Academy, allo scopo di facilitare la creazione di nuovi corsi e di consentire la traduzione delle lezioni di base nelle principali lingue del mondo (nel quadro del "Progetto 10100").
Nel 2015, AT&T ha contribuito con $2.25 milioni di dollari alla creazione di un'applicazione mobile attraverso la quale poter accedere ai contenuti già presenti sul sito web.  Sempre nello stesso anno la fondazione Bill & Melinda Gates ha donato $2.25 milioni di dollari a Khan Academy. 
A gennaio 2021 Khan Academy viene finanziata con 5.000.000$ dal miliardario Elon Musk, CEO di Spacex e Tesla.

## Critiche
Khan Academy è stata criticata perché il suo fondatore, Sal Khan, non possiede alcuna certificazione ufficiale o esperienza formale in pedagogia. Inoltre la correttezza scientifica di alcune affermazioni nei video di matematica e fisica è stata messa in discussione. In risposta alle critiche, l'organizzazione ha corretto gli errori presenti nei suoi video e ha reclutato una squadra di oltre 200 esperti.